# パトカイ山脈
パトカイ山脈（パトカイさんみゃく）は、ヒマラヤ山脈東端部から、南西方向インド洋方面に伸び、概ねインドとミャンマーの国境地帯を構成し、アラカン山脈へとつながる、アルプス・ヒマラヤ造山帯に属する褶曲山脈。
"パトカイ"は、アーホーム族（タイ族系シャン族の一つ）の言葉で、「鶏（Kai）を切る（pat）」に由来する。

## 地誌
パトカイ山脈は、ヒマラヤ山脈に比べればなだらかで、山頂の高さもはるかに低い。山の形状は円錐形で、河川浸食（エーヤワディー川、チンドウィン川）により斜面がであったり、深い渓谷（フーコン渓谷など）が形成されている。 
インド側からは更にチン丘陵、ガロ丘陵、 カーシ・ジャインティア丘陵（カーシ丘陵、東ジャインティア丘陵地域、西ジャインティア丘陵地域）、ルシャイ丘陵などの丘陵群に分類される。ルシャイ丘陵の最高峰ファウングプイは、ブルー・マウンテンというニックネームでも知られる標高2,157mの山で、自然豊かでファウングプイ国立公園として自然保護地域に指定されている。メーガーラヤ州に位置するガロ・カーシ山岳地帯は、インド洋からのモンスーンを受ける位置にあり、麓のチェラプンジやマウシンラムは世界的な多雨地帯として有名である。
気候は、高度の差に起因して、温帯気候から高山気候までの多様性を示す。 
インドとミャンマーの国境をなすパンソー峠が、パトカイ山脈を横断する最も重要なルートとなっている。 第2次世界大戦中に援蒋ルートのひとつビルマ公路が日本軍に占拠されてのを受けて、中国と結ぶ戦略的供給道路としてレド公路がパンソー峠を通って建設された。

## パトカイ山脈にかかる行政区域
- インド
  - ナガランド州
  - マニプール州
  - ミゾラム州
  - メーガーラヤ州
  - アッサム州
- ミャンマー
  - カチン州
  - ザガイン地方域
  - チン州